# Irish soft coated wheaten terrier
Irish soft coated wheaten terrier – jedna z ras psów, należąca do grupy terierów, zaklasyfikowana do sekcji terierów wysokonożnych. Typ wilkowaty. Nie podlega próbom pracy.

## Rys historyczny
Rasa ta pochodzi z Irlandii, gdzie wykształciła się z psów pomagających w gospodarstwach chłopskich przy codziennych pracach (takich jak zaganianie bydła, tępienie szczurów, pilnowanie domu i pomaganie w polowaniach). Brytyjski Związek Kynologiczny uznał rasę w roku 1943, a amerykański dopiero w 1973 roku.

## Charakterystyka
- Szata jest długa, jedwabista i miękka, lekko kręcona lub falowana, wymagająca trymowania, zaś umaszczenie jest pszeniczne w różnych odcieniach, u szczeniąt ciemniejsze, z wiekiem jaśnieje.
- Debiut wystawowy tej rasy odbył się w Dublinie w 1937 roku w dniu św. Patryka
- Irish soft coated wheaten terrier jest psem pełnym temperamentu, przyjacielskim, wesoło usposobionym oraz aktywnym.